# Armando Broja
Armando Broja (Slough, 10 september 2001) is een Albanees-Engels voetballer die speelt voor Burnley.

## Carrière
Armando Broja werd in Engeland geboren als zoon van Albanese ouders. Hij speelde in de jeugd van Burnham Junior FC, Tottenham Hotspur FC en Chelsea FC. Hij debuteerde voor Chelsea op 8 maart 2020, in de met 4-0 gewonnen thuiswedstrijd tegen Everton FC. Hij kwam in de 86e minuut in het veld voor Olivier Giroud. In het seizoen 2020/21 werd hij verhuurd aan Vitesse. Hij maakt daar een goede ontwikkeling door en werd clubtopscorer van de Arnhemse club. Daarnaast reikte Vitesse tot de finale van de KNVB Beker, maar verloor deze met 2-1 van AFC Ajax. Het seizoen erna werd hij door Chelsea aan competitiegenoot Southampton FC verhuurd.
Broja maakte onderdeel uit van de definitieve selectie van Albanië op het EK 2024.

## Clubstatistieken
| Seizoen     | Club             | Competitie     | Competitie | Competitie | Competitie | Beker | Beker | Beker | Internationaal | Internationaal | Internationaal | Totaal | Totaal | Totaal |
| Seizoen     | Club             | Competitie     | Wed.       | Dlp.       | Ass.       | Wed.  | Dlp.  | Ass.  | Wed.           | Dlp.           | Ass.           | Wed.   | Dlp.   | Ass.   |
| ----------- | ---------------- | -------------- | ---------- | ---------- | ---------- | ----- | ----- | ----- | -------------- | -------------- | -------------- | ------ | ------ | ------ |
| 2019/20     | Chelsea FC       | Premier League | 1          | 0          | 0          | 0     | 0     | 0     | 0              | 0              | 0              | 1      | 0      | 0      |
| Club Totaal | Club Totaal      | Club Totaal    | 1          | 0          | 0          | 0     | 0     | 0     | 0              | 0              | 0              | 1      | 0      | 0      |
| 2020/21     | → Vitesse        | Eredivisie     | 30         | 10         | 2          | 4     | 1     | 1     | —              | —              | —              | 34     | 11     | 3      |
| Club Totaal | Club Totaal      | Club Totaal    | 30         | 10         | 2          | 4     | 1     | 1     | 0              | 0              | 0              | 34     | 11     | 3      |
| 2021/22     | → Southampton FC | Premier League | 32         | 6          | 1          | 6     | 3     | 0     | —              | —              | —              | 38     | 9      | 1      |
| Club Totaal | Club Totaal      | Club Totaal    | 32         | 6          | 1          | 6     | 3     | 0     | 0              | 0              | 0              | 38     | 9      | 1      |
| 2022/23     | Chelsea FC       | Premier League | 12         | 1          | 1          | 1     | 0     | 0     | 5              | 0              | 0              | 18     | 1      | 1      |
| Club Totaal | Club Totaal      | Club Totaal    | 13         | 1          | 1          | 1     | 0     | 0     | 5              | 0              | 0              | 19     | 1      | 1      |
| TOTAAL      | TOTAAL           | TOTAAL         | 75         | 17         | 4          | 11    | 4     | 1     | 5              | 0              | 0              | 91     | 21     | 5      |